# Gough Glacier
Gough Glacier är en glaciär i Antarktis. Den ligger i Västantarktis. Nya Zeeland gör anspråk på området. Gough Glacier ligger 464 meter över havet.
Terrängen runt Gough Glacier är huvudsakligen kuperad, men den allra närmaste omgivningen är platt.  Trakten är obefolkad. Det finns inga samhällen i närheten.